# Форум (банк)
«Форум Банк» (повна офіційна назва: Публічне акціонерне товариство «БАНК ФОРУМ») — колишній український банк, заснований у 1994 році, ліквідований у 2014. Головний офіс банку був розташований в м. Київ. Активи станом на 1 січня 2014 становили 10,404 млрд грн., за їх розмірами банк посідав 24 місце серед усіх банків України. 2013 рік банк закінчив із збитком 976,146 млн гривень.
«Форум Банк» був заснований підприємцем Леонідом Юрушевим. З 2008 року Форум Банк належав до німецької Commerzbank Group. У 2012 98,68% акцій було викуплено компанією ЄРНАМІО КОНСАЛТІНГ ЛТД (YERNAMIO CONSULTING LTD) який належить депутату Верховної Ради України Вадиму Новинському.
У 2014 році у Банку «Форум» були проблеми з платоспроможністю через що 14 березня 2014 року Фонд гарантування вкладів фізичних осіб ввів тимчасову адміністрацію в банку на термін у 3 місяці.
16 червня 2014 року НБУ вирішив ліквідувати банк «Форум».

## Діяльність
Публічне акціонерне товариство "БАНК ФОРУМ" працював на українському ринку з 1994 року. На початок 2014 року фінансова установа входила до групи великих банків за класифікацією Національного банку України.
Форум Банк був універсальним банком, що надавав весь спектр банківських послуг, дотримувався найсучасніших стандартів банківського бізнесу й на початок 2014 року обслуговував понад 500 000 клієнтів.
Форум Банк дотримувався політики прозорості й відкритості. Фінансові звіти банку щорічно підтверджувалися незалежними міжнародними аудиторами. Також щорічно Банк Форум одержував високий рейтинг від провідної міжнародної рейтингової агенції Fitch Ratings.
Форум Банк багато років співпрацював з міжнародними фінансовими організаціями та мав кореспондентські відносини з багатьма провідними банками світу. З 2001 року Банк Форум тісно співпрацював з Європейським банком реконструкції та розвитку (ЄБРР) та реалізував в Україні ряд спільних програм: програму кредитування малого й середнього бізнесу, програму мікрокредитування, програму сприяння розвитку міжнародної торгівлі, іпотечного кредитування. У грудні 2007 року Банк Форум став учасником всеукраїнської програми ЄБРР з підвищення енергетичної ефективності.
Форум Банк першим з українських банків здійснив приватне розміщення 10% своїх акцій серед іноземних інвесторів (2005 рік), а в 2006 році випустив і успішно розмістив єврооблігації

## Членство Банку
- Принципальний член MasterCard International
- Принципальний член VISA International
- Асоціація українських банків (АУБ)
- Агент ЄБРР по ряду програм фінансування бізнесу
- Американська торговельна палата в Україні (American Chamber of Commerce, ACC)
- Фонд гарантування вкладів фізичних осіб
- Перше всеукраїнське бюро кредитних історій
- Українська міжбанківська валютна біржа (УМВБ)
- Позабіржова фондова торгова система
- Асоціація учасників фондового ринку України
- Професійна асоціація реєстраторів і депозитаріїв
- Київський банківський союз
- Перша фондова торговельна система (ПФТС)
- Об'єднана банкоматна мережа АТМоСфера
- Об'єднана банкоматна мережа Euronet